# زنسوایلر
زنسوایلر (به آلمانی: Sensweiler) یک شهر در آلمان است که در بیرکنفلد واقع شده‌است. زنسوایلر ۵۲۸ نفر جمعیت دارد.